# Luftburg (Wien)

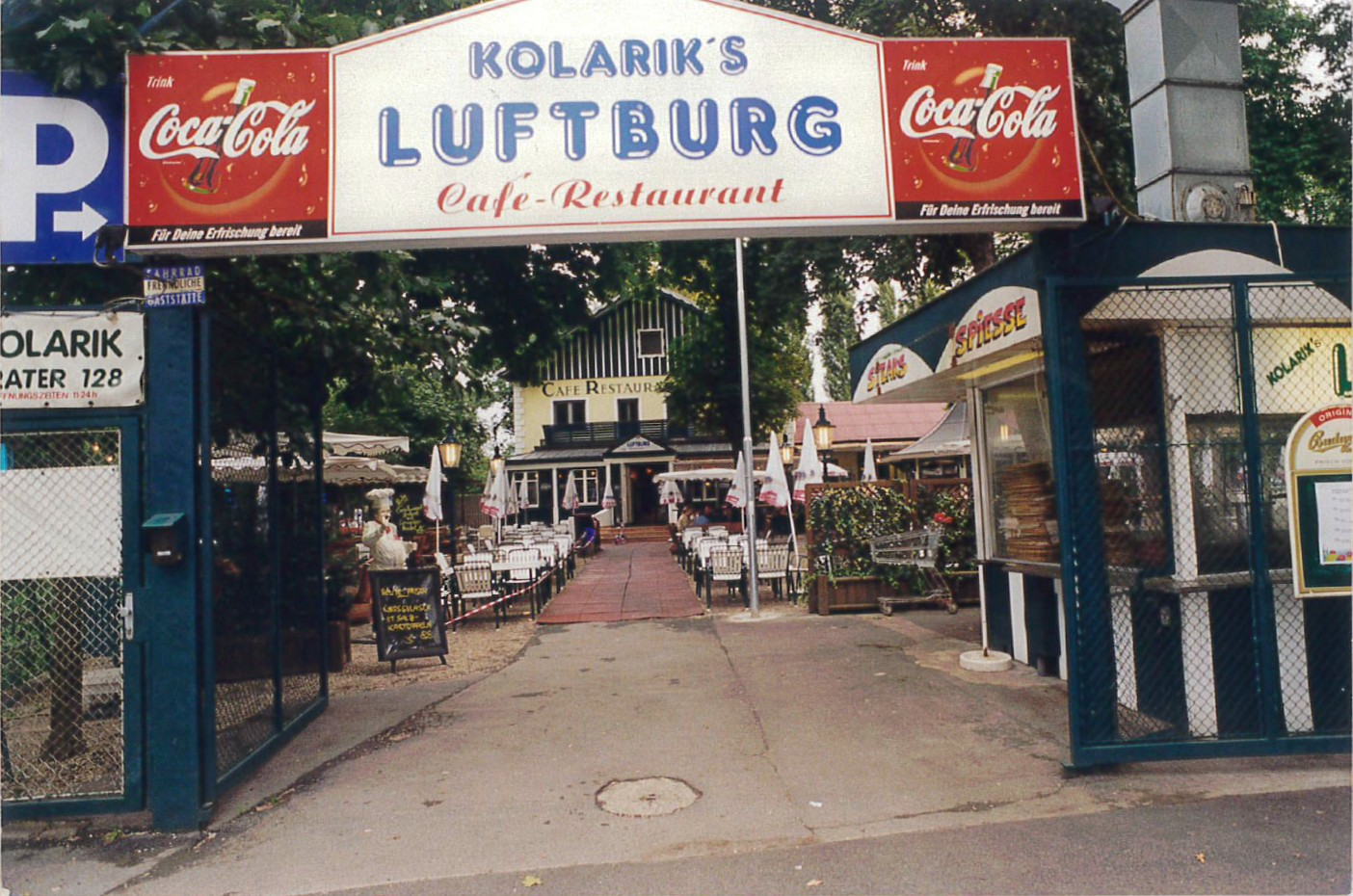
Frontansicht der Luftburg, 1995

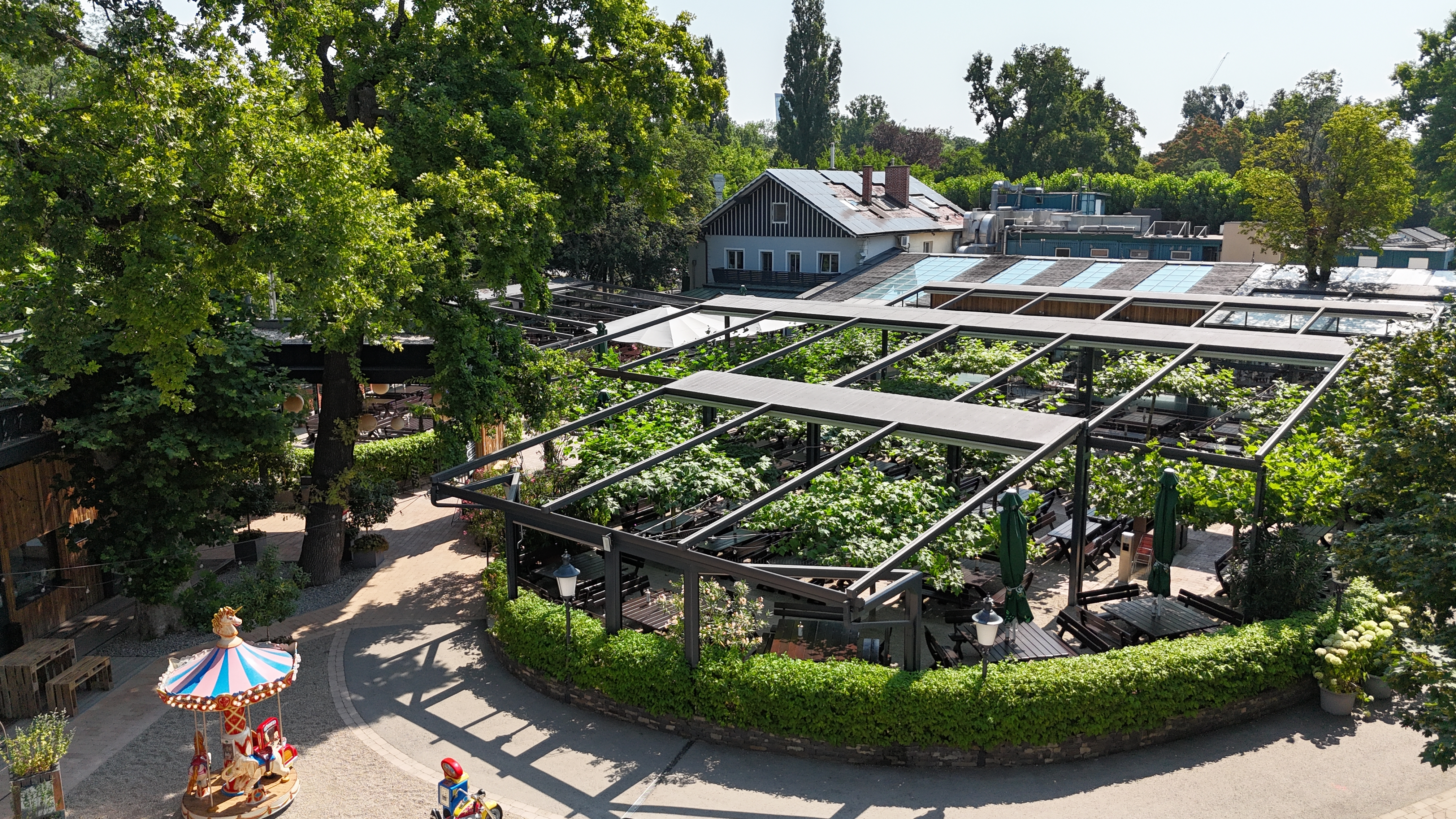
Luftaufnahme der Luftburg mit Gastgarten und Photovoltaikanlage, 2024

Die Luftburg – Kolarik im Prater (kurz: Luftburg) ist das größte vollzertifizierte Biorestaurant der Welt (Stand 2023). Es wurde im Jahr 1992 an traditionsreichem Standort auf dem Gelände des Wiener Wurstelpraters eröffnet und wird von Paul Kolarik geleitet.

## Geschichte
Am heutigen Standort der Luftburg befand sich bereits im 19. Jahrhundert das Gasthaus „Zum schwarzen Bären“. 1895 verwandelten die Brüder Ferdinand und Wilhelm Leicht das Gasthaus in eine Kleinkunstbühne. Bis März 1945, als das Gebäude von Bomben zerstört wurde, bestand hier das Varieté Leicht. Nach dem Krieg befand sich auf dem Gelände zeitweise ein Streichelzoo mit exotischen Tieren.
1991 gründete Elisabeth Kolarik, die Mutter des heutigen Betreibers, das Unternehmen „Kolariks Freizeitbetriebe“. Dieses bestand unter anderem aus einem Kinder-Vergnügungspark mit Hüpfburgen sowie mehreren Prater-Gastronomien, darunter der 1992 eröffneten Luftburg. Auch das 1920 gegründete Schweizerhaus befindet sich im Besitz eines Zweigs der Familie Kolarik. Die Bezeichnung „Luftburg“ ging von den von Elisabeth Kolarik selbst entwickelten Hüpfburgen auf das gleichnamige Restaurant über.
Im Jahr 2020 hat Paul Kolarik die Geschäftsführung von Kolariks Freizeitbetriebe übernommen (heute „Kolarik im Prater GmbH“), hat die Luftburg umgestaltet, modernisiert und die 2018 begonnene Umwandlung in ein zertifiziertes Biorestaurant vollendet.

## Angebot
Die Luftburg mit ihrem großen Gastgarten bietet heute insgesamt 1200 Sitzplätze. Das Restaurant zählt etwa eine halbe Million Gäste pro Jahr.
Serviert werden unter anderem Fleischgerichte, traditionelle österreichische Mehlspeisen, vegetarische und vegane Gerichte, Bier, Wein und alkoholfreie Getränke ausschließlich aus biologischer Herstellung. Etwa 75 Tonnen Schweinsstelzen werden jährlich konsumiert. Das gezapfte Bio-Bier wird seit März 2024 von der Brauerei Göss geliefert.
Das Lokal gilt als „traditionsreiche Stelzen- und Bier-Instanz“, die ihre Bio-Qualität mehrstufig und regelmäßig kontrollieren lässt. Die Kontrollen werden jährlich, unangekündigt und von neutralen Prüfern der „Austria Bio Garantie“ im Rahmen des Wiener Programms „Natürlich gut essen“ durchgeführt.

## Qualitätssicherung

### Auszeichnungen
Bei der Vergabe der „EU Organic Awards“ wurde die Luftburg 2023 zum besten Bio-Restaurant der Europäischen Union gewählt. Der Preis wird von einer Jury aus EU-Institutionen und europäischen Agrarverbänden vergeben.
Bereits 2019 wurde die Luftburg mit dem Umweltpreis der Stadt Wien sowie dem  Österreichischen Umweltzeichen für umweltfreundliches Wirtschaften zertifiziert.

### Nachhaltigkeit
Die Luftburg erstellt einen jährlichen Nachhaltigkeitsbericht auf freiwilliger Basis. Das Lokal bezieht gemäß Umweltzeichen UZ46 zertifizierten Strom aus Österreich, nutzt Wärmerückgewinnung und eine eigene Photovoltaikanlage.